# Haier
Haier (кит. упр. 海尔, пиньинь Hǎiěr, палл. Хайэр) — китайская компания, производитель бытовой техники. Создана в 1984 году как завод по производству холодильников. Продукция продаётся под торговыми марками Haier, Casarte, Leader, GE Appliances (США), Fisher & Paykel (Новая Зеландия), AQUA (Япония) и Candy (Италия); зарубежные операции приносят 42 % выручки компании.
Головной структурой является государственная группа Haier, деятельность в основном осуществляет через компанию Haier Smart Home, в которой группа имеет долю около 20 % (остальные акции обращаются на Шанхайской фондовой бирже). Ещё одна составляющая группы, Haier Electronics, зарегистрирована на Бермудских островах, её акции обращаются на Гонконгской фондовой бирже (помимо 40 %, принадлежащих группе).
Группа включает (на 2018 год) 10 научно-исследовательских центров, 25 промышленных зон, 122 завода и 106 маркетинговых центров.
Haier владеет 20 заводами (в том числе в Италии и Таиланде), 58 800 торговыми представительствами и порядка 12 тысяч центров послепродажного обслуживания, в которых трудятся 50 тыс. сотрудников по всему миру.

## История
В 1920-х для поддержки внутреннего китайского рынка был построен «Завод холодильников Циндао». После Китайской революции 1949 года завод был национализирован и стал государственным предприятием. К 1980 году завод имел долг, превышающий 1,4 млн юаней, страдал из-за разрушенной инфраструктуры, слабого управления и отсутствия контроля качества. Объём производства снижался и редко превышал 80 холодильников в месяц. Завод находился на грани банкротства.
С началом «политики реформ и открытости» в 1979 году в КНР начали образовываться совместные предприятия с западными партнёрами. Китайским рынком заинтересовался крупнейший производитель бытовой техники в Германии Liebherr, продавший заводу в Циндао технологии и оборудование для производства холодильников. Главой предприятия в 1984 году правительство Циндао назначило молодого ассистента представителя городской администрации, Чжана Жуйминя, ответственному за ряд городских предприятий по производству техники. 26 декабря 1984 года на основе завода была создана «Холодильная компания Циндао» (Qingdao Refrigerator Co.).
Установка оборудования Liebherr и введение немецких технологий сопровождались строгими обязательствами, касающимися качества. В компании начались положительные изменения. К 1986 году компания стала приносить прибыль, а продажи росли в среднем на 83 % в год, в период с 1984 по 2000 год продажи выросли с 3,5 млн юаней до 40,6 млрд юаней. Глядя на успехи «Холодильной компании Циндао», городское правление попросило руководство компании принять на баланс других городских производителей бытовой техники, находящихся в упадочном состоянии. В 1988 компания взяла под управление Циндаоскую гальваностегическую компанию (производителя микроволновых печей) и в 1991 году — Циндаоский завод по производству кондиционеров и холодильных установок. В связи с расширением название компании в 1991 году было изменено на Qingdao Haier Group; слово Haier было образовано от китайского варианта передачи названия германского партнёра Liebherr (Lieberhaier). В следующем году название было упрощено до Haier Group.
В 1993 году была создана дочерняя компания Qingdao Haier Refrigerator, акции которой были размещены на Шанхайской фондовой бирже; это принесло около 370 млн юаней на дальнейшее развитие. Заняв к середине 1990-х годов прочные позиции на внутреннем рынке, Haier начала выход на международную арену. Компания открыла производство в Индонезии в 1996 году, в Филиппинах и Малайзии в 1997 году. Также в этот период Haier вышла на рынок США, заняв свободные ниши минихолодильников для гостиничных номеров и систем охлаждения для винных погребов. Воодушевлённая успехом, Haier решила выйти на американский рынок полноразмерных холодильников, где господствовали General Electric, Whirlpool Corporation, Frigidaire и Maytag, разместив в 1999 году производство в Камдене, Южная Каролина. Параллельно компания поглощала других китайских производителей, таких как основной конкурент в Циндао Red Star Electric Appliance Factory и производитель телевизоров Huangshan Electronics Group. К концу 1990-х годов в Китае на компанию приходилось 40 % продаж холодильников, 36 % стиральных машин и 37 % продаж кондиционеров.
В 2000-х Haier продолжила международную экспансию, в 2002 году был открыт завод в Пакистане, в 2003 — в Иордании. В 2004 году компания довела свою долю в совместном предприятии Haier-CCT Holdings Ltd. до уровня контрольного пакета, примечательна эта компания было листингом на Гонконгской фондовой бирже (впоследствии переименована в Haier Electronics Group).

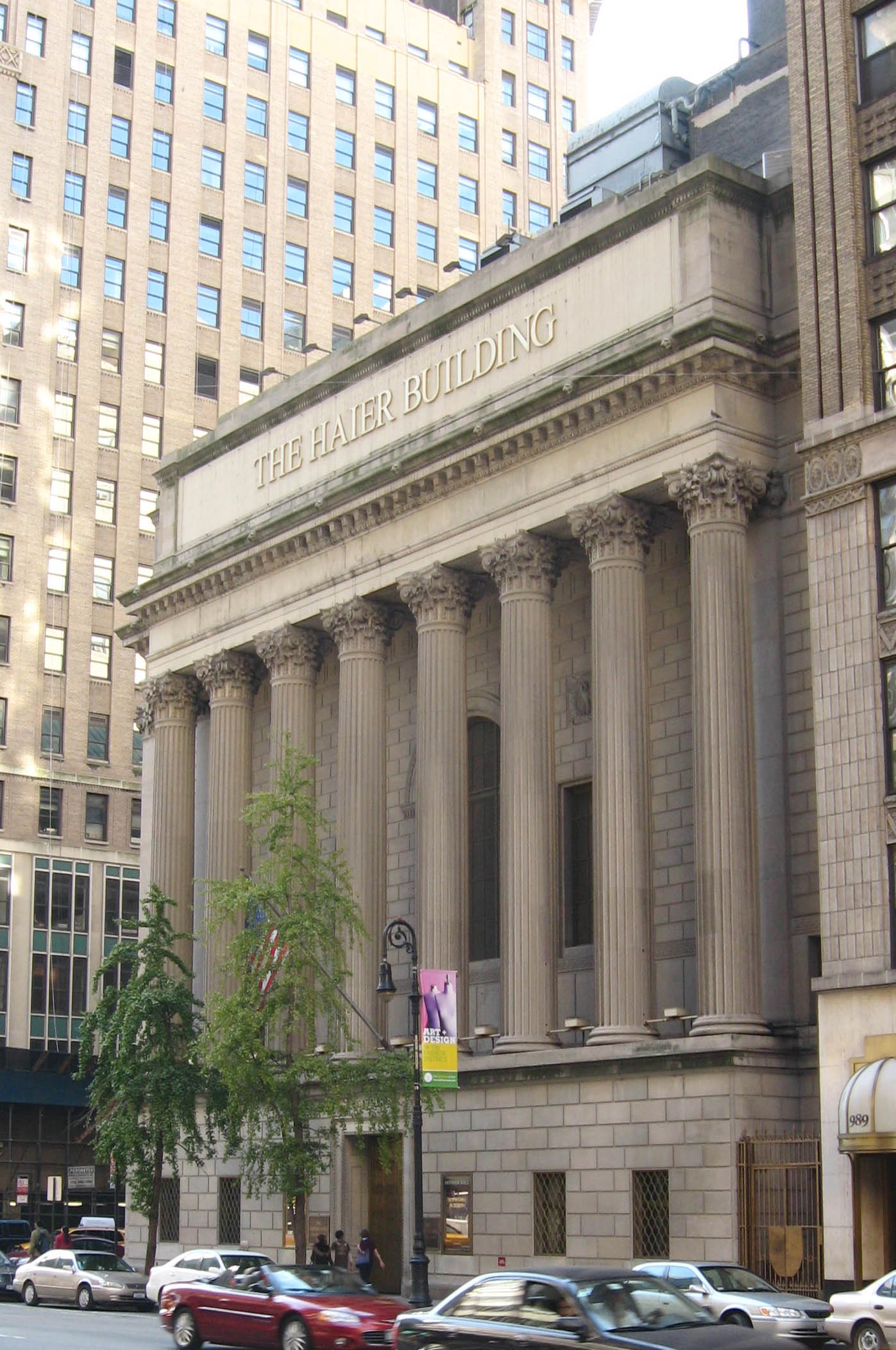
Haier Building на Манхеттене

К 2002 году выручка Haier в США достигла $200 млн (от $7 млрд в целом). Haier поставила перед собой цель достичь показателя в 1 млрд и получить долю в 10 % от американского холодильного рынка. Также в 2002 году Haier приобрела для себя здание в центре Манхэттена (ранее его занимал Greenwich Savings Bank), здание общей площадью 4800 м² было построено в 1924 году в неоклассическом стиле. 

В 2004 году была включена исследовательским центром World Brand Laboratory в список ста наиболее влиятельных мировых брендов.
Haier имеет заводы в пяти африканских странах: Тунис, Нигерия, Египет, Алжир и ЮАР, также приобрела завод в Италии. Имеет дистрибуцию в большинстве ведущих европейских розничных сетей как под собственным брендом так и под брендом иностранных партнёров. В 2013 году международная инвестиционная компания приобрела 10-процентный пакет акций Qingdao Haier.
По состоянию на конец 2009 года, компании Haier принадлежит 9738 патентов, только в 2009 году компания получила 943 патента.
В 2012 году компания купила новозеландского производителя бытовой техники Fisher & Paykel. В 2016 году Haier заплатила 5,4 млрд $ за подразделение бытовой техники General Electric GE Appliances; оборот этого подразделения в 2014 году составил 5,9 млрд $, в нём работало 12 тысяч человек, почти все в США. Оно стало отдельной структурой в составе группы Haier, его штаб-квартира осталась в Луисвилле (Кентукки). 22 апреля 2016 года Haier запустил завод по производству холодильников в России в городе Набережные Челны. В 2018 году была поглощена итальянская компания Candy. В 2019 году основная дочерняя компания группы была переименована в Haier Smart Home.

## Haier в России
Haier вошла на российский рынок в 2007 году, к тому времени Haier уже имела широкое глобальное присутствие с производственными площадками и исследовательскими центрами в Европе, Северной Америке, Азии, Ближнем Востоке и Африке.
В 2016 году компания открыла свой завод в городе Набережные Челны, на этом заводе было создано 15 тысяч рабочих мест. В 2019 году был открыт промышленный парк по производству стиральных машин общей площадью 1277,3 тыс. м². Он разделен на три зоны: высокотехнологичные производственные предприятия Haier для бытовой техники, исследовательский и разработочный центр, а также логистический терминал для экспорта готовой продукции в европейские страны. Парк также предоставляет вспомогательную зону, включающую общежития для сотрудников, банки, супермаркеты и другие объекты.
В 2022 году компания планировала увеличить производство бытовой техники в России вдвое.

## Финансовые показатели
|                     | 2013  | 2014  | 2015  | 2016  | 2017  | 2018  |
| ------------------- | ----- | ----- | ----- | ----- | ----- | ----- |
| Выручка             | 86,61 | 88,78 | 89,75 | 119,1 | 159,3 | 183,3 |
| Чистая прибыль      | 4,174 | 4,992 | 4,301 | 5,042 | 6,926 | 7,440 |
| Активы              | 61,09 | 75,01 | 75,96 | 131,5 | 151,5 | 166,7 |
| Собственный капитал | 14,49 | 21,84 | 22,69 | 26,44 | 32,22 | 39,40 |

Оборот группы в 2018 году составил 266 млрд юаней ($38,5 млрд).

## Прочее
- Книга о пути становления бренда называется «The Haier Way: The Making of a Chinese Business Leader and a Global Brand» (автор — Jeannie Jinsheng)[18].
- В 2010 году Haier представила на выставке CES 2010 первый в мире полностью беспроводной LCD телевизор, основанный на исследованиях профессора Марина Солячича по беспроводной передаче энергии и беспроводном домашнем цифровом интерфейсе (WHDI)[19].